# Elachertomorpha flaviceps
Elachertomorpha flaviceps är en stekelart som beskrevs av William Harris Ashmead 1904. Elachertomorpha flaviceps ingår i släktet Elachertomorpha och familjen finglanssteklar. Inga underarter finns listade i Catalogue of Life.